# 박영인
박영인(朴永仁, 1908년 1월 2일 ~ 2007년 4월 4일)은 일본과 독일에서 활동한 한국계 무용가이다. 일본 이름은 에하라 마사미(江原正美)이며 예명으로 쿠니 마사미(邦正美)라는 이름을 썼다.
울산에서 태어나 부산중학교와 마쓰에 고등학교를 졸업하여 도쿄 제국대학에서 미학을 전공했다.
중학교 시절 선교사에게 무용을 처음 배웠고, 대학교 시절 이시이 바쿠를 사사했다. 1937년에는 일본 정부의 지원을 받아 독일 국립무용대학으로 유학을 가서 루돌프 폰 라반과 마리 비그만을 사사했다.
박영인은 독일에서 나치 독일의 프로파간다를 위한 공연을 하였고, 동시에 일본을 위한 첩보 정보원 역할을 하였다.:107-127
1945년 종전 후 일본으로 돌아갔다. 1960년대에는 미국으로 건너갔다.
손자 중에 미국인 코미디배우 프레드 아미센이 있다.